# Quidproquo
Quidproquo é um género botânico pertencente à família Brassicaceae.